# Aloe pratensis
Aloe pratensis är en grästrädsväxtart som beskrevs av John Gilbert Baker. Aloe pratensis ingår i släktet Aloe och familjen grästrädsväxter. Inga underarter finns listade i Catalogue of Life.

## Bildgalleri

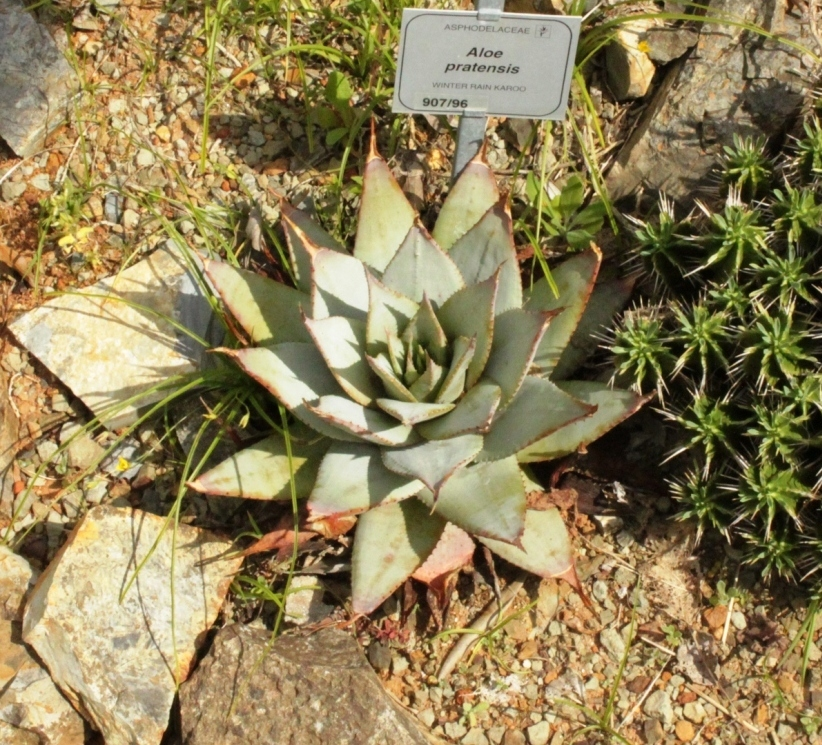